# Dyskografia Prince’a
Prince wydał 39 albumów studyjnych, 3 albumy koncertowe, 6 kompilacji, 13 minialbumów, 104 single i 17 albumów wideo. Niniejsza dyskografia zawiera spis wszystkich tych wydawnictw.
Artysta sprzedał ponad 150 mln egzemplarzy albumów na całym świecie i 49 mln na terenie USA, 4 mln we Francji i 1 mln w Kanadzie.
Piosenkarz wypuścił 5 singli, które podbiły Billboard Hot 100.
Jego debiutancki album to For You, który wszedł na 163. miejsce listy Billboard 200. Kolejny album piosenkarza Prince z 1979 roku okazał się większym sukcesem komercyjnym i pokrył się platyną w USA. Do 1982 roku Prince wydał jeszcze dwa albumy Dirty Mind i Controversy. Dirty Mind pokrył się złotem w USA, a Controversy platyną. Oprócz tego Dirty Mind uplasowało się na 206. miejscu listy 500 albumów wszech czasów według magazynu Rolling Stone.  W 1982 roku wydał swój piąty album 1999. Płyta świetnie się sprzedawała i obecnie jest pokryta poczwórną platyną przez RIAA. W 2003 roku płyta znalazła się na 163. miejscu listy 500 albumów wszech czasów według magazynu Rolling Stone
W 1984 roku pojawił się kolejny album wykonawcy Purple Rain. Był to również soundtrack do filmu Purple Rain. Płyta okazała się wielkim sukcesem komercyjnym i pokryła się diamentem w Stanach Zjednoczonych. Jest to najlepiej sprzedający się album Prince’a. Purple Rain był kolejnym albumem Prince’a, który znalazł się na liście 500 albumów wszech czasów magazynu Rolling Stone. Na liście zajął 72. miejsce. Album był pierwszym nagranym ze swoją grupą The Revolution. W Kanadzie płyta zdobyła status sześciokrotnej platyny. Purple Rain podbiło dużo list przebojów na całym świecie. Drugim albumem nagranym wraz z The Revolution był Around the World in a Day. Płyta pokryła się dwukrotną platyną w Stanach. W 1986 roku wydał trzeci i ostatni album z The Revolution Parade.
Dziewiąty album studyjny piosenkarza Sign o’ the Times ukazał się w 1987 roku. Pokrył się platyną w USA. Album był nowinowany do Nagrody Grammy w kategorii Album of the Year. Kolejny album Prince’a to Lovesexy, który ukazał się w 1988 roku. Był to jego pierwszy album, który zdobył szczyt na UK Albums Chart. W 1989 roku na rynku pojawił się jego kolejny album Batman. Prince potrzebował wtedy pieniędzy więc pomyślał, żeby nagrać soundtrack. Album był soundtrackiem do filmu o tym samym tytule. Okazał się sukcesem komercyjnym i pokrył się podwójną platyną w rodzinnym kraju piosenkarza. Wspiął się na szczyt Billboard 200. W 1990 roku wydał kolejny album studyjny Graffiti Bridge, który był również soundtrackiem do filmu pod tym samym tytułem.
W 1991 roku zaczął nagrywać ze swoją grupą The New Power Generation. Owocem tej współpracy były albumy Diamonds and Pearls i Love Symbol Album. W latach dziewięćdziesiątych pokłócił się ze swoją wytwórnią Warner Bros. Records, po czym założył własną NPG Records. W latach dziewięćdziesiątych nagrał kilka albumów, które nie uzyskały już takiego rozgłosu jak poprzednie.
Uzyskał ponownie rozgłos dzięki wydaniu albumu Musicology w 2004. Album uzyskał status dwukrotnej platyny w USA. Album Prince’a z 2006 roku 3121 wspiął się na szczyt Billboard 200. Po wydaniu kilku innych albumów Prince zdecydował się nagrać album z jego grupą 3rdeyegirl. Ukazał się w 2014 roku i nazywał się Plectrumelectrum. Ostatni album Prince’a to HITnRUN Phase Two wydany w 2015.
Jednymi z najbardziej rozpoznawalnych singli artysty są Purple Rain oraz When Doves Cry. Popularne są także utwory Controversy oraz Kiss. Cztery albumy Prince’a znalazły się na liście 500 albumów wszech czasów. Są to: Dirty Mind, 1999, Purple Rain i Sign o' the Times.

## Albumy

### Albumy studyjne
| Rok  | Dane o Albumie | Najwyższe Pozycje Na Listach | Najwyższe Pozycje Na Listach | Najwyższe Pozycje Na Listach | Najwyższe Pozycje Na Listach | Najwyższe Pozycje Na Listach | Najwyższe Pozycje Na Listach | Najwyższe Pozycje Na Listach | Najwyższe Pozycje Na Listach | Certyfikaty                                                                                      |
| ---- | --- | ---------------------------- | ---------------------------- | ---------------------------- | ---------------------------- | ---------------------------- | ---------------------------- | ---------------------------- | ---------------------------- | ------------------------------------------------------------------------------------------------ |
| Rok  | Dane o Albumie | US                           | UK                           | AUS                          | FR                           | SWI                          | CAN                          | NZ                           | NDL                          | Certyfikaty                                                                                      |
| 1978 | For You - Data wydania: 7 kwietnia 1978 - Wytwórnia: Warner Bros.                                                            | 138                          | 156                          | –                            | 200                          | –                            | –                            | –                            | –                            |                                                                                                  |
| 1979 | Prince - Data wydania: 19 października 1979 - Wytwórnia: Warner Bros.                                                        | 22                           | –                            | –                            | 190                          | 92                           | –                            | –                            | –                            | US: Platyna UK: Srebro                                                                           |
| 1980 | Dirty Mind - Data wydania: 8 października 1980 - Wytwórnia: Warner Bros.                                                     | 45                           | 61                           | –                            | 193                          | 79                           | –                            | –                            | –                            | US: Złoto                                                                                        |
| 1981 | Controversy - Data wydania: 14 października 1981 - Wytwórnia: Warner Bros.                                                   | 21                           | –                            | 55                           | –                            | –                            | –                            | –                            | 50                           | US: Platyna UK: Złoto                                                                            |
| 1982 | 1999 - Data wydania: 27 października 1982 - Wytwórnia: Warner Bros.                                                          | 7                            | 28                           | 35                           | –                            | 51                           | 23                           | 6                            | 45                           | US: 4x Platyna UK: Platyna CAN: Złoto                                                            |
| 1984 | Purple Rain (Prince & The Revolution) - Data wydania: 25 czerwca 1984 - Wytwórnia: Warner Bros.                              | 1                            | 4                            | 1                            | 8                            | 7                            | 1                            | 2                            | 1                            | US: Diament CAN: 6x Platyna NZ: 5x Platyna UK: 2x Platyna SWI: Platyna FR: Platyna GER: 3x Złoto |
| 1985 | Around the World in a Day (Prince & The Revolution) - Data wydania: 21 kwietnia 1985 - Wytwórnia: Paisley Park, Warner Bros. | 1                            | 5                            | 12                           | 134                          | 8                            | 16                           | 16                           | 1                            | US: 2x Platyna UK: Srebro                                                                        |
| 1986 | Parade (Prince & The Revolution) - Data wydania: 31 marca 1986 - Wytwórnia: Paisley Park, Warner Bros.                       | 3                            | 4                            | 8                            | –                            | 2                            | 11                           | 7                            | 1                            | US: Platyna UK: Platyna                                                                          |
| 1987 | Sign O' the Times - Data wydania: 31 marca 1987 - Wytwórnia: Paisley Park, Warner Bros.                                      | 6                            | 4                            | 20                           | 4                            | 1                            | 25                           | 6                            | 2                            | US: Platyna UK: Platyna NDL: Platyna FR: 2x Złoto AUS: Złoto                                     |
| 1988 | Lovesexy - Data wydania: 10 maja 1988 - Wytwórnia: Paisley Park, Warner Bros.                                                | 11                           | 1                            | 8                            | 146                          | 1                            | 7                            | 1                            | 1                            | UK: Platyna US: Złoto                                                                            |
| 1989 | Batman - Data wydania: 20 czerwca 1989 - Wytwórnia: Warner Bros.                                                             | 1                            | 1                            | 4                            | –                            | 1                            | –                            | 4                            | 1                            | CAN: 3x Platyna US: 2x Platyna UK: Platyna                                                       |
| 1990 | Graffiti Bridge - Data wydania: 21 sierpnia 1990 - Wytwórnia: Paisley Park, Warner Bros.                                     | 6                            | 1                            | 10                           | –                            | 2                            | 22                           | 3                            | 4                            | US: Złoto UK: Złoto CAN: Złoto                                                                   |
| 1991 | Diamonds and Pearls (Prince & The New Power Generation) - Data wydania: 1 października 1991 - Wytwórnia: Paisley Park        | 3                            | 2                            | 1                            | 8                            | 3                            | 8                            | 5                            | 6                            | UK: 3x Platyna US: 2x Platyna CAN: 2x Platyna                                                    |
| 1992 | (Prince & The New Power Generation) - Data wydania: 13 października 1992 - Wytwórnia: Paisley Park, Warner Bros.             | 5                            | 1                            | 1                            | –                            | 4                            | –                            | 4                            | 5                            | US: Platyna UK: Platyna                                                                          |
| 1994 | Come - Data wydania: 16 sierpnia 1994 - Wytwórnia: Warner Bros.                                                              | 15                           | 1                            | 2                            | –                            | 4                            | –                            | 16                           | 4                            | US: Złoto UK: Złoto                                                                              |
| 1994 | The Black Album - Data wydania: 22 listopada 1994 - Wytwórnia: Warner Bros.                                                  | 47                           | 36                           | 15                           | –                            | 8                            | –                            | –                            | 35                           |                                                                                                  |
| 1995 | The Gold Experience - Data wydania: 26 września 1995 - Wytwórnia: Warner Bros., NPG                                          | 6                            | 4                            | 13                           | –                            | 7                            | –                            | –                            | 3                            | US: Złoto UK: Złoto                                                                              |
| 1996 | Chaos and Disorder - Data wydania: 9 lipca 1996 - Wytwórnia: Warner Bros.                                                    | 26                           | 14                           | 54                           | 25                           | 21                           | –                            | –                            | 8                            |                                                                                                  |
| 1996 | Emancipation - Data wydania: 19 listopada 1996 - Wytwórnia: NPG, EMI                                                         | 11                           | 18                           | 8                            | 9                            | 1                            | –                            | 22                           | 21                           | US: 2x Platyna CAN: Platyna                                                                      |
| 1998 | Crystal Ball (Box Set) - Data wydania: 21 marca 1998 - Wytwórnia: NPG                                                        | 62                           | 91                           | –                            | –                            | –                            | –                            | –                            | –                            |                                                                                                  |
| 1999 | The Vault: Old Friends 4 Sale - Data wydania: 24 sierpnia 1999 - Wytwórnia: Warner Bros.                                     | 85                           | 47                           | –                            | 64                           | 21                           | –                            | –                            | 16                           |                                                                                                  |
| 1999 | Rave Un2 the Joy Fantastic - Data wydania: 2 listopada 1999 - Wytwórnia: NPG, Arista                                         | 18                           | 145                          | 82                           | 37                           | 19                           | 5                            | –                            | 17                           | US: Złoto                                                                                        |
| 2001 | The Rainbow Children - Data wydania: 20 listopada 2001 - Wytwórnia: NPG, Redline                                             | 109                          | –                            | –                            | 78                           | 74                           | –                            | –                            | –                            |                                                                                                  |
| 2002 | One Nite Alone... - Data wydania: 14 maja 2002 - Wytwórnia: NPG                                                              | –                            | –                            | –                            | –                            | –                            | –                            | –                            | –                            |                                                                                                  |
| 2003 | Xpectation - Data wydania: 26 maja 2003 - Wytwórnia: NPG                                                                     | –                            | –                            | –                            | –                            | –                            | –                            | –                            | –                            |                                                                                                  |
| 2003 | N.E.W.S - Data wydania: 29 lipca 2003 - Wytwórnia: NPG, MP Media                                                             | –                            | –                            | –                            | –                            | –                            | –                            | –                            | 83                           |                                                                                                  |
| 2004 | Musicology - Data wydania: 20 kwietnia 2004 - Wytwórnia: NPG, Columbia                                                       | 3                            | 3                            | 19                           | 7                            | 2                            | –                            | 25                           | 3                            | US: 2x Platyna UK: Złoto CAN: Złoto                                                              |
| 2004 | The Chocolate Invasion - Data wydania: 29 marca 2004 - Wytwórnia: NPG                                                        | –                            | –                            | –                            | –                            | –                            | –                            | –                            | –                            |                                                                                                  |
| 2004 | The Slaughterhouse - Data wydania: 29 marca 2004 - Wytwórnia: NPG                                                            | –                            | –                            | –                            | –                            | –                            | –                            | –                            | –                            |                                                                                                  |
| 2006 | 3121 - Data wydania: 21 marca 2006 - Wytwórnia: NPG, Universal                                                               | 1                            | 9                            | 18                           | 8                            | 1                            | –                            | –                            | 3                            | US: Złoto UK: Srebro                                                                             |
| 2007 | Planet Earth - Data wydania: 15 lipca 2007 - Wytwórnia: NPG, Columbia                                                        | 3                            | –                            | 38                           | 16                           | 1                            | –                            | –                            | 3                            |                                                                                                  |
| 2009 | Lotusflower (Box Set) - Data wydania: 24 marca 2009 - Wytwórnia: NPG                                                         | 2                            | –                            | –                            | 14                           | –                            | –                            | –                            | 23                           | US: Złoto                                                                                        |
| 2010 | 20Ten - Data wydania: 10 lipca 2010 - Wytwórnia: NPG                                                                         | –                            | –                            | –                            | –                            | –                            | –                            | –                            | –                            |                                                                                                  |
| 2014 | Plectrumelectrum (Prince & 3rdeyegirl) - Data wydania: 30 września 2014 - Wytwórnia: NPG, Warner Bros.                       | 8                            | 11                           | 33                           | 13                           | 8                            | –                            | 31                           | 9                            |                                                                                                  |
| 2014 | Art Official Age - Data wydania: 30 września 2014 - Wytwórnia: NPG, Warner Bros.                                             | 5                            | 8                            | 15                           | 6                            | –                            | 21                           | 17                           | 4                            |                                                                                                  |
| 2015 | HITnRUN Phase One - Data wydania: 7 września 2015 - Wytwórnia: NPG, Universal                                                | 48                           | 50                           | 25                           | 38                           | 27                           | –                            | –                            | 11                           |                                                                                                  |
| 2015 | HITnRUN Phase Two - Data wydania: 12 grudnia 2015 - Wytwórnia: NPG                                                           | 40                           | 21                           | 117                          | 34                           | 9                            | 47                           | –                            | 38                           |                                                                                                  |

### Albumy koncertowe
| Rok       | Dane o Albumie                                                                                               | Najwyższe Pozycje na Listach | Najwyższe Pozycje na Listach | Najwyższe Pozycje na Listach | Najwyższe Pozycje na Listach | Najwyższe Pozycje na Listach | Najwyższe Pozycje na Listach | Najwyższe Pozycje na Listach | Najwyższe Pozycje na Listach | Certyfikaty |
| --------- | --- | ---------------------------- | ---------------------------- | ---------------------------- | ---------------------------- | ---------------------------- | ---------------------------- | ---------------------------- | ---------------------------- | ----------- |
| Rok       | Dane o Albumie                                                                                               | US                           | UK                           | AUS                          | FR                           | SWI                          | CAN                          | NZ                           | NDL                          | Certyfikaty |
| 2002      | One Nite Alone... Live! (Prince & The New Power Generation) - Data Wydania: 17 grudnia 2002 - Wytwórnia: NPG | –                            | –                            | –                            | –                            | –                            | –                            | –                            | –                            |             |
| 2003/2004 | C-Note (Prince & The New Power Generation) - Data Wydania: 3 stycznia 2003 - Wytwórnia: NPG                  | –                            | –                            | –                            | –                            | –                            | –                            | –                            | –                            |             |
| 2008      | Indigo Nights - Data Wydania: 30 września 2008 - Wytwórnia: NPG                                              | –                            | –                            | –                            | –                            | –                            | –                            | –                            | –                            |             |

### Kompilacje
| Rok  | Dane o Albumie                                                                              | Najwyższe Pozycje na Listach | Najwyższe Pozycje na Listach | Najwyższe Pozycje na Listach | Najwyższe Pozycje na Listach | Najwyższe Pozycje na Listach | Najwyższe Pozycje na Listach | Najwyższe Pozycje na Listach | Najwyższe Pozycje na Listach | Certyfikaty                                                                    |
| Rok  | Dane o Albumie                                                                              | US                           | UK                           | AUS                          | FR                           | SWI                          | CAN                          | NZ                           | NDL                          | Certyfikaty                                                                    |
| ---- | ------------------------------------------------------------------------------------------- | ---------------------------- | ---------------------------- | ---------------------------- | ---------------------------- | ---------------------------- | ---------------------------- | ---------------------------- | ---------------------------- | ------------------------------------------------------------------------------ |
| 1993 | The Hits (Box Set) - Data Wydania: 14 września 1993 - Wytwórnia: Paisley Park, Warner Bros. | 4                            | 4                            | 4                            | –                            | 9                            | –                            | 1                            | 10                           | US: Platyna NZ: Platyna UK: Złoto                                              |
| 1996 | Girl 6 - Data Wydania: 19 marca 1996 - Wytwórnia: Warner Bros.                              | 75                           | –                            | –                            | –                            | –                            | –                            | –                            | 83                           |                                                                                |
| 2001 | The Very Best of Prince - Data Wydania: 31 lipca 2001 - Wytwórnia: Warner Bros.             | 1                            | 2                            | 2                            | 99                           | 1                            | 1                            | 1                            | 3                            | UK: 2x Platyna AUS: 2x Platyna US: Platyna BEL: Platyna NZ: Platyna CAN: Złoto |
| 2006 | Ultimate Prince - Data Wydania: 22 sierpnia 2006 - Wytwórnia: Warner Bros., Rhino           | 6                            | 3                            | 6                            | 18                           | 9                            | 12                           | 3                            | 39                           | NZ: Platyna UK: Złoto                                                          |

### Albumy przypisywaneThe New Power Generation
| Rok  | Dane o Albumie                                                 | Najwyższe Pozycje na Listach | Najwyższe Pozycje na Listach | Najwyższe Pozycje na Listach | Najwyższe Pozycje na Listach | Najwyższe Pozycje na Listach | Najwyższe Pozycje na Listach | Najwyższe Pozycje na Listach | Najwyższe Pozycje na Listach | Certyfikaty |
| Rok  | Dane o Albumie                                                 | US                           | UK                           | AUS                          | FR                           | SWI                          | CAN                          | NZ                           | NDL                          | Certyfikaty |
| ---- | -------------------------------------------------------------- | ---------------------------- | ---------------------------- | ---------------------------- | ---------------------------- | ---------------------------- | ---------------------------- | ---------------------------- | ---------------------------- | ----------- |
| 1993 | Goldnigga - Data Wydania: 31 sierpnia 1993 - Wytwórnia: NPG    | –                            | –                            | –                            | –                            | –                            | –                            | –                            | –                            |             |
| 1995 | Exodus - Data Wydania: 27 marca 1995 - Wytwórnia: NPG          | –                            | 11                           | –                            | –                            | 34                           | –                            | –                            | 31                           |             |
| 1998 | Newpower Soul - Data Wydania: 30 czerwca 1998 - Wytwórnia: NPG | 22                           | 38                           | 47                           | –                            | 22                           | –                            | –                            | 23                           |             |

### Albumy przypisywaneThe NPG Orchestra
| Rok  | Dane o Albumie                                              | Najwyższe Pozycje na Listach | Najwyższe Pozycje na Listach | Najwyższe Pozycje na Listach | Najwyższe Pozycje na Listach | Najwyższe Pozycje na Listach | Najwyższe Pozycje na Listach | Najwyższe Pozycje na Listach | Najwyższe Pozycje na Listach | Certyfikaty |
| Rok  | Dane o Albumie                                              | US                           | UK                           | AUS                          | FR                           | SWI                          | CAN                          | NZ                           | NDL                          | Certyfikaty |
| ---- | ----------------------------------------------------------- | ---------------------------- | ---------------------------- | ---------------------------- | ---------------------------- | ---------------------------- | ---------------------------- | ---------------------------- | ---------------------------- | ----------- |
| 1998 | Camastura - Data Wydania: 29 stycznia 1998 - Wytwórnia: NPG | –                            | –                            | –                            | –                            | –                            | –                            | –                            | –                            |             |

### Albumy przypisywaneMadhouse
| Rok  | Dane o Albumie                                                 | Najwyższe Pozycje na Listach | Najwyższe Pozycje na Listach | Najwyższe Pozycje na Listach | Najwyższe Pozycje na Listach | Najwyższe Pozycje na Listach | Najwyższe Pozycje na Listach | Najwyższe Pozycje na Listach | Najwyższe Pozycje na Listach | Certyfikaty |
| Rok  | Dane o Albumie                                                 | US                           | UK                           | AUS                          | FR                           | SWI                          | CAN                          | NZ                           | NLD                          | Certyfikaty |
| ---- | -------------------------------------------------------------- | ---------------------------- | ---------------------------- | ---------------------------- | ---------------------------- | ---------------------------- | ---------------------------- | ---------------------------- | ---------------------------- | ----------- |
| 1987 | 8 - Data Wydania: 21 stycznia 1987 - Wytwórnia: Paisley Park   | 107                          | –                            | –                            | –                            | –                            | –                            | –                            | –                            |             |
| 1987 | 16 - Data Wydania: 18 listopada 1987 - Wytwórnia: Paisley Park | –                            | –                            | –                            | –                            | –                            | –                            | –                            | –                            |             |

### Albumy Internetowe
NPG Music Club Vol. 1-12 (2000−2002), NPG
Lotusflower (Box Set) (2009), NPG

### Minialbumy
| Rok  | Dane o Albumie                                                                                                | Najwyższe Pozycje na Listach | Najwyższe Pozycje na Listach | Najwyższe Pozycje na Listach | Najwyższe Pozycje na Listach | Najwyższe Pozycje na Listach | Najwyższe Pozycje na Listach | Najwyższe Pozycje na Listach | Najwyższe Pozycje na Listach | Certyfikaty |
| Rok  | Dane o Albumie                                                                                                | US                           | UK                           | AUS                          | FR                           | SWI                          | CAN                          | NZ                           | NLD                          | Certyfikaty |
| ---- | --- | ---------------------------- | ---------------------------- | ---------------------------- | ---------------------------- | ---------------------------- | ---------------------------- | ---------------------------- | ---------------------------- | ----------- |
| 1989 | The Scandalous Sex Suite EP (Featuring Kim Basinger) - Data Wydania: 1 grudnia 1989 - Wytwórnia: Warner Bros. | –                            | –                            | –                            | –                            | –                            | –                            | –                            | –                            |             |
| 1990 | New Power Generation Remixes - Data Wydania: 29 listopada 1990 - Wytwórnia: Paisley Park, Warner Bros.        | –                            | –                            | –                            | –                            | –                            | –                            | –                            | –                            |             |
| 1991 | Get Off Remix EP - Data Wydania: 12 sierpnia 1991 - Wytwórnia: Paisley Park, Warner Bros.                     | –                            | 33                           | –                            | –                            | –                            | –                            | –                            | –                            |             |
| 1991 | Cream Remixes - Data Wydania: 4 listopada 1991 - Wytwórnia: Paisley Park, Warner Bros.                        | –                            | –                            | –                            | –                            | –                            | –                            | –                            | –                            |             |
| 1992 | My Name Is Prince Remixes - Data Wydania: 22 października 1992 - Wytwórnia: Paisley Park, Warner Bros.        | –                            | 51                           | –                            | –                            | –                            | –                            | –                            | –                            |             |
| 1992 | 7 Remixes - Data Wydania: 3 grudnia 1992 - Wytwórnia: Paisley Park, Warner Bros.                              | –                            | –                            | –                            | –                            | –                            | –                            | –                            | –                            |             |
| 1994 | The Beautiful Experience - Data Wydania: 17 maja 1994 - Wytwórnia: NPG, Bellmark                              | 92                           | 18                           | –                            | –                            | –                            | –                            | –                            | –                            |             |
| 1994 | Letitgo Remixes - Data Wydania: 27 września 1994 - Wytwórnia: Warner Bros.                                    | –                            | –                            | –                            | –                            | –                            | –                            | –                            | –                            |             |
| 1994 | Space Remixes - Data Wydania: 1 listopada 1994 - Wytwórnia: Warner Bros.                                      | –                            | –                            | –                            | –                            | –                            | –                            | –                            | –                            |             |
| 1995 | I Hate U Remixes - Data Wydania: 19 września 1995 - Wytwórnia: NPG, Warner Bros.                              | –                            | –                            | –                            | –                            | –                            | –                            | –                            | –                            |             |
| 1999 | 1999: The New Master - Data Wydania: 2 lutego 1999 - Wytwórnia: NPG                                           | 150                          | –                            | –                            | –                            | –                            | –                            | –                            | –                            |             |
| 1999 | The Greatest Romance Ever Sold Remixes - Data Wydania: 23 listopada 1999 - Wytwórnia: NPG, Arista             | –                            | –                            | –                            | –                            | –                            | –                            | –                            | –                            |             |
| 2013 | The Breakfast Experience - Data Wydania: 24 października 2013 - Wytwórnia: NPG                                | –                            | –                            | –                            | –                            | –                            | –                            | –                            | –                            |             |

## Single

### Single
| Rok  | Utwór                                                                 | Najwyższe pozycje na listach | Najwyższe pozycje na listach | Najwyższe pozycje na listach | Najwyższe pozycje na listach | Najwyższe pozycje na listach | Najwyższe pozycje na listach | Najwyższe pozycje na listach | Najwyższe pozycje na listach | Najwyższe pozycje na listach | Najwyższe pozycje na listach | Album                      |
| Rok  | Utwór                                                                 | US                           | US R&B                       | US Dance                     | UK                           | AUS                          | FR                           | SWI                          | CAN                          | NZ                           | NDL                          | Album                      |
| ---- | --------------------------------------------------------------------- | ---------------------------- | ---------------------------- | ---------------------------- | ---------------------------- | ---------------------------- | ---------------------------- | ---------------------------- | ---------------------------- | ---------------------------- | ---------------------------- | -------------------------- |
| 1978 | „Soft and Wet”                                                        | 92                           | 12                           | –                            | –                            | –                            | –                            | –                            | –                            | –                            | –                            | For You                    |
| 1978 | „Just as Long as We're Together”                                      | –                            | 91                           | –                            | –                            | –                            | –                            | –                            | –                            | –                            | –                            | For You                    |
| 1979 | „I Wanna Be Your Lover”                                               | 11                           | 1                            | 2                            | –                            | –                            | 25                           | –                            | –                            | 3                            | –                            | Prince                     |
| 1980 | „Why You Wanna Treat Me So Bad?”                                      | –                            | 13                           | –                            | –                            | –                            | –                            | –                            | –                            | –                            | –                            | Prince                     |
| 1980 | „Still Waiting”                                                       | –                            | 65                           | –                            | –                            | –                            | –                            | –                            | –                            | –                            | –                            | Prince                     |
| 1980 | „Sexy Dancer”                                                         | –                            | –                            | 2                            | –                            | –                            | –                            | –                            | –                            | –                            | –                            | Prince                     |
| 1980 | „Bambi”                                                               | –                            | –                            | –                            | –                            | –                            | –                            | –                            | –                            | –                            | –                            | Prince                     |
| 1980 | „Uptown”                                                              | –                            | 5                            | 5                            | –                            | –                            | –                            | –                            | –                            | –                            | –                            | Dirty Mind                 |
| 1980 | „Dirty Mind”                                                          | –                            | 65                           | 5                            | –                            | –                            | –                            | –                            | –                            | –                            | –                            | Dirty Mind                 |
| 1980 | „Head”                                                                | –                            | –                            | 5                            | –                            | –                            | –                            | –                            | –                            | –                            | –                            | Dirty Mind                 |
| 1981 | „Do It All Night” (tylko w Wielkiej Brytanii)                         | –                            | –                            | –                            | –                            | –                            | –                            | –                            | –                            | –                            | –                            | Dirty Mind                 |
| 1981 | „Gotta Stop (Messin' About)” (tylko w Wielkiej Brytanii)              | –                            | –                            | –                            | –                            | –                            | –                            | –                            | –                            | –                            | –                            | –                          |
| 1981 | „Controversy”                                                         | 70                           | 3                            | 1                            | –                            | 15                           | –                            | –                            | –                            | –                            | 28                           | Controversy                |
| 1981 | „Let's Work”                                                          | –                            | 9                            | 1                            | –                            | –                            | –                            | –                            | –                            | –                            | –                            | Controversy                |
| 1982 | „Sexuality” (tylko w Niemczech i Australii)                           | –                            | –                            | –                            | –                            | 88                           | –                            | –                            | –                            | –                            | –                            | Controversy                |
| 1982 | „Do Me, Baby”                                                         | –                            | –                            | –                            | –                            | –                            | –                            | –                            | –                            | –                            | –                            | Controversy                |
| 1982 | „1999”                                                                | 12                           | 4                            | 1                            | 2                            | 2                            | 32                           | –                            | 9                            | 4                            | 14                           | 1999                       |
| 1983 | „Little Red Corvette”                                                 | 6                            | 13                           | –                            | 2                            | 8                            | –                            | –                            | 5                            | 12                           | –                            | 1999                       |
| 1983 | „Delirious”                                                           | 8                            | 18                           | –                            | –                            | –                            | –                            | –                            | 27                           | 33                           | –                            | 1999                       |
| 1983 | „Let’s Pretend We're Married”                                         | 52                           | 55                           | 52                           | –                            | –                            | –                            | –                            | –                            | –                            | –                            | 1999                       |
| 1983 | „Automatic” (tylko w Australii)                                       | –                            | –                            | –                            | –                            | –                            | –                            | –                            | –                            | –                            | –                            | 1999                       |
| 1984 | „When Doves Cry” (Prince & The Revolution)                            | 1                            | 1                            | 1                            | 4                            | 1                            | 11                           | 17                           | 1                            | 2                            | 6                            | Purple Rain                |
| 1984 | „Let’s Go Crazy” (Prince & The Revolution)                            | 1                            | 1                            | 1                            | 7                            | 10                           | –                            | –                            | 2                            | 13                           | 11                           | Purple Rain                |
| 1984 | „Purple Rain” (Prince & The Revolution)                               | 2                            | 3                            | –                            | 6                            | 3                            | 1                            | 4                            | 24                           | 8                            | 1                            | Purple Rain                |
| 1984 | „I Would Die 4 U” (Prince & The Revolution)                           | 8                            | 11                           | 50                           | 58                           | –                            | –                            | –                            | 12                           | –                            | 7                            | Purple Rain                |
| 1985 | „Take Me With U” (Prince & The Revolution)                            | 25                           | 40                           | –                            | 7                            | –                            | –                            | –                            | –                            | –                            | –                            | Purple Rain                |
| 1985 | „Raspberry Beret” (Prince & The Revolution)                           | 2                            | –                            | –                            | 25                           | 13                           | 36                           | –                            | –                            | 2                            | 23                           | Around the World in a Day  |
| 1985 | „Paisley Park” (Prince & The Revolution; tylko w Europie i Australii) | –                            | –                            | –                            | 26                           | 38                           | –                            | –                            | –                            | 26                           | 40                           | Around the World in a Day  |
| 1985 | „Pop Life” (Prince & The Revolution)                                  | 7                            | –                            | –                            | 60                           | 67                           | 116                          | –                            | –                            | 44                           | –                            | Around the World in a Day  |
| 1985 | „America” (Prince & The Revolution)                                   | 46                           | –                            | –                            | –                            | –                            | –                            | –                            | –                            | –                            | –                            | Around the World in a Day  |
| 1986 | „Kiss” (Prince & The Revolution)                                      | 1                            | 1                            | 1                            | 6                            | 2                            | 89                           | 3                            | 6                            | 2                            | 3                            | Parade                     |
| 1986 | „Mountains” (Prince & The Revolution)                                 | 23                           | –                            | –                            | 45                           | 45                           | –                            | –                            | –                            | 37                           | –                            | Parade                     |
| 1986 | „Anotherloverholenyohead” (Prince & The Revolution)                   | 63                           | –                            | –                            | 36                           | –                            | –                            | –                            | –                            | 36                           | –                            | Parade                     |
| 1986 | „Girls & Boys” (Prince & The Revolution; tylko w Europie)             | –                            | –                            | –                            | 11                           | –                            | 38                           | –                            | –                            | –                            | 12                           | Parade                     |
| 1987 | „Sign o' the Times”                                                   | 3                            | 1                            | –                            | 10                           | 29                           | 15                           | 11                           | –                            | 4                            | 7                            | Sign o' the Times          |
| 1987 | „If I Was Your Girlfriend”                                            | 67                           | –                            | –                            | 20                           | –                            | 188                          | 15                           | –                            | 48                           | 17                           | Sign o' the Times          |
| 1987 | „U Got the Look” (z Sheeną Easton)                                    | 2                            | –                            | –                            | 11                           | 90                           | 189                          | –                            | –                            | 8                            | 11                           | Sign o' the Times          |
| 1987 | „I Could Never Take the Place of Your Man”                            | 10                           | –                            | –                            | 29                           | –                            | –                            | –                            | –                            | 9                            | 30                           | Sign o' the Times          |
| 1988 | „Alphabet St.”                                                        | 8                            | 3                            | –                            | 9                            | 26                           | –                            | 5                            | –                            | 1                            | 3                            | Lovesexy                   |
| 1988 | „Glam Slam”                                                           | –                            | –                            | –                            | 29                           | 76                           | –                            | –                            | –                            | 12                           | 9                            | Lovesexy                   |
| 1988 | „I Wish U Heaven”                                                     | –                            | –                            | –                            | 24                           | –                            | –                            | –                            | –                            | 24                           | 20                           | Lovesexy                   |
| 1989 | „Batdance”                                                            | 1                            | 1                            | 1                            | 2                            | 2                            | 5                            | 1                            | –                            | 1                            | 4                            | Batman                     |
| 1989 | „Partyman”                                                            | 18                           | –                            | –                            | 14                           | 38                           | –                            | 25                           | –                            | 16                           | 16                           | Batman                     |
| 1989 | „The Arms of Orion” (z Sheeną Easton)                                 | 36                           | –                            | –                            | 27                           | 88                           | –                            | –                            | –                            | 44                           | 13                           | Batman                     |
| 1989 | „Scandalous!”                                                         | –                            | 5                            | –                            | –                            | 95                           | –                            | –                            | –                            | –                            | 21                           | Batman                     |
| 1990 | „The Future” (tylko w Europie)                                        | –                            | –                            | –                            | –                            | –                            | –                            | 15                           | –                            | –                            | 9                            | Batman                     |
| 1990 | „Thieves in the Temple”                                               | 6                            | –                            | –                            | 7                            | 16                           | –                            | 12                           | –                            | 5                            | 8                            | Graffiti Bridge            |
| 1990 | „New Power Generation”                                                | 64                           | 27                           | –                            | 26                           | 91                           | –                            | –                            | –                            | –                            | 18                           | Graffiti Bridge            |
| 1991 | „Get Off” (Prince & The New Power Revolution)                         | 21                           | 6                            | 1                            | 4                            | 8                            | 97                           | 3                            | –                            | 13                           | 3                            | Diamonds and Pearls        |
| 1991 | „Cream” (Prince & The Revolution)                                     | 1                            | –                            | –                            | –                            | 2                            | 5                            | 3                            | –                            | 5                            | 7                            | Diamonds and Pearls        |
| 1991 | „Insatiable” (Prince & The New Power Revolution; tylko w USA)         | 77                           | 3                            | –                            | –                            | –                            | –                            | –                            | –                            | –                            | –                            | Diamonds and Pearls        |
| 1991 | „Diamonds and Pearls” (Prince & The New Power Revolution)             | 3                            | 1                            | –                            | 25                           | 13                           | 20                           | 7                            | –                            | 8                            | 15                           | Diamonds and Pearls        |
| 1992 | „Money Don’t Matter 2 Night” (Prince & The New Power Revolution)      | 23                           | 14                           | –                            | 19                           | 18                           | 26                           | 23                           | –                            | 20                           | 9                            | Diamonds and Pearls        |
| 1992 | „Thunder” (Prince & The New Power Revolution)                         | –                            | –                            | –                            | 28                           | –                            | –                            | –                            | –                            | –                            | –                            | Diamonds and Pearls        |
| 1992 | „Sexy MF” (Prince & The New Power Revolution)                         | 66                           | 76                           | –                            | 4                            | 5                            | 19                           | 8                            | –                            | 6                            | 4                            | Love Symbol Album          |
| 1992 | „My Name Is Prince” (Prince & The Revolution)                         | 36                           | 25                           | –                            | 7                            | 9                            | 29                           | 14                           | –                            | 7                            | 8                            | Love Symbol Album          |
| 1992 | „7” (Prince & The New Power Revolution)                               | 7                            | 61                           | –                            | 25                           | –                            | –                            | 28                           | 12                           | 12                           | 34                           | Love Symbol Album          |
| 1992 | „Damn U” (Prince & The New Power Revolution; tylko w USA)             | –                            | 32                           | –                            | –                            | –                            | –                            | –                            | –                            | –                            | –                            | Love Symbol Album          |
| 1993 | „The Morning Papers” (Prince & The New Power Revolution)              | 44                           | 68                           | –                            | 52                           | 87                           | –                            | 31                           | –                            | –                            | 39                           | Love Symbol Album          |
| 1993 | „Pink Cashmere”                                                       | 50                           | 14                           | –                            | –                            | 87                           | –                            | –                            | –                            | –                            | –                            | The Hits 1                 |
| 1993 | „Peach”                                                               | –                            | –                            | –                            | 14                           | 28                           | 35                           | 13                           | –                            | 15                           | 8                            | The Hits 2                 |
| 1993 | „Controversy” (tylko w Wielkiej Brytanii)                             | –                            | –                            | –                            | 5                            | –                            | –                            | –                            | –                            | –                            | –                            | Controversy                |
| 1994 | „The Most Beautiful Girl in the World”                                | 3                            | 2                            | –                            | 1                            | 1                            | 5                            | 1                            | 6                            | 1                            | 1                            | The Gold Experience        |
| 1994 | „Letitgo”                                                             | 31                           | 10                           | –                            | 30                           | 22                           | 46                           | 21                           | –                            | 24                           | 14                           | Come                       |
| 1994 | „Space”                                                               | –                            | 71                           | –                            | –                            | 91                           | –                            | –                            | –                            | –                            | –                            | Come                       |
| 1995 | „Purple Medley”                                                       | 84                           | 74                           | –                            | 33                           | 40                           | –                            | –                            | –                            | –                            | 30                           | –                          |
| 1995 | „I Hate U”                                                            | 12                           | 3                            | –                            | 20                           | 33                           | –                            | 31                           | –                            | 22                           | 18                           | The Gold Experience        |
| 1995 | „Gold”                                                                | 88                           | 92                           | –                            | 10                           | 94                           | –                            | –                            | –                            | –                            | 25                           | The Gold Experience        |
| 1996 | „Dinner with Delores” (tylko w Wielkiej Brytanii)                     | –                            | –                            | –                            | 36                           | –                            | –                            | –                            | –                            | –                            | –                            | Chaos and Disorder         |
| 1996 | „Betcha by Golly, Wow”                                                | –                            | –                            | –                            | 11                           | 18                           | –                            | 27                           | –                            | –                            | 42                           | Emancipation               |
| 1997 | „The Holy River”                                                      | –                            | –                            | –                            | –                            | –                            | –                            | –                            | –                            | –                            | 63                           | Emancipation               |
| 1997 | „NYC”                                                                 | –                            | –                            | –                            | –                            | –                            | –                            | –                            | –                            | –                            | –                            | –                          |
| 1997 | „The Truth”                                                           | –                            | –                            | –                            | –                            | –                            | –                            | –                            | –                            | –                            | –                            | The Truth                  |
| 1998 | „1999” (ponowne wydanie)                                              | 40                           | 45                           | –                            | 10                           | –                            | –                            | –                            | –                            | –                            | 31                           | 1999                       |
| 1999 | „The Greatest Romance Ever Sold”                                      | 63                           | 23                           | –                            | 65                           | –                            | –                            | –                            | –                            | –                            | 71                           | Rave Un2 the Joy Fantastic |
| 1999 | „1999: The New Master”                                                | –                            | –                            | –                            | 40                           | 47                           | –                            | –                            | –                            | –                            | –                            | 1999: The New Master       |
| 2001 | „U Make My Sun Shine” (z Angie Stone)                                 | 59                           | 108                          | –                            | –                            | –                            | –                            | –                            | –                            | –                            | –                            | The Chocolate Invasion     |
| 2001 | „When Will We B Paid” (z Audio Stepchild)                             | 59                           | –                            | –                            | –                            | –                            | –                            | –                            | –                            | –                            | –                            | –                          |
| 2001 | „Supercute”                                                           | –                            | –                            | –                            | –                            | –                            | –                            | –                            | –                            | –                            | –                            | The Chocolate Invasion     |
| 2001 | „The Work, pt. 1”                                                     | –                            | –                            | –                            | –                            | –                            | –                            | –                            | –                            | –                            | –                            | The Rainbow Children       |
| 2002 | „Days of Wild”                                                        | –                            | –                            | –                            | –                            | –                            | –                            | –                            | –                            | –                            | –                            | –                          |
| 2004 | „Musicology”                                                          | –                            | –                            | –                            | –                            | 29                           | –                            | –                            | –                            | 32                           | 32                           | Musicology                 |
| 2004 | „Cinnamon Girl”                                                       | –                            | –                            | –                            | 43                           | –                            | –                            | –                            | –                            | –                            | 34                           | Musicology                 |
| 2004 | „Controversy (Live in Hawaii)”                                        | –                            | –                            | –                            | –                            | –                            | –                            | –                            | –                            | –                            | –                            | –                          |
| 2005 | „S.S.T.”                                                              | –                            | –                            | –                            | –                            | –                            | –                            | –                            | –                            | –                            | –                            | –                          |
| 2005 | „Te Amo Corazón”                                                      | –                            | –                            | –                            | –                            | –                            | –                            | 24                           | –                            | –                            | –                            | 3121                       |
| 2006 | „Black Sweat”                                                         | 60                           | –                            | –                            | 43                           | –                            | –                            | 52                           | –                            | –                            | 29                           | 3121                       |
| 2006 | „Fury”                                                                | –                            | –                            | –                            | 60                           | –                            | –                            | 92                           | –                            | –                            | 72                           | 3121                       |
| 2007 | „Guitar”                                                              | –                            | –                            | –                            | 81                           | –                            | 200                          | 63                           | –                            | –                            | 13                           | Planet Earth               |
| 2007 | „F.U.N.K.”                                                            | –                            | –                            | –                            | –                            | –                            | –                            | –                            | –                            | –                            | –                            | –                          |
| 2009 | „Dance 4 Me”                                                          | –                            | –                            | –                            | –                            | –                            | –                            | –                            | –                            | –                            | –                            | MPLSound                   |
| 2011 | „Extraloveable” (feat. Andy Allo)                                     | –                            | –                            | –                            | –                            | –                            | –                            | –                            | –                            | –                            | –                            | HITnRUN Phase Two          |
| 2012 | „Rock and Roll Love Affair”                                           | –                            | –                            | –                            | 121                          | –                            | –                            | –                            | –                            | –                            | –                            | HITnRUN Phase Two          |
| 2013 | „Screwdriver”                                                         | –                            | –                            | –                            | –                            | –                            | –                            | –                            | –                            | –                            | –                            | HITnRUN Phase Two          |
| 2013 | „Fixerlifeup” (Prince & 3rdeyegirl)                                   | –                            | –                            | –                            | –                            | –                            | –                            | –                            | –                            | –                            | –                            | Plectrumelectrum           |
| 2013 | „Breakfast Can Wait”                                                  | –                            | –                            | –                            | –                            | –                            | –                            | –                            | –                            | –                            | –                            | Art Official Age           |
| 2014 | „Pretzelbodylogic” (Prince & 3rdeyegirl)                              | –                            | –                            | –                            | 90                           | –                            | –                            | –                            | –                            | –                            | –                            | Plectrumelectrum           |
| 2014 | „Fallinlove2nite” (feat. Zooey Deschanel)                             | –                            | –                            | –                            | 113                          | –                            | –                            | –                            | –                            | –                            | –                            | HITnRUN Phase One          |
| 2014 | „Breakdown”                                                           | –                            | –                            | –                            | –                            | –                            | –                            | –                            | –                            | –                            | –                            | Art Official Age           |
| 2014 | „Clouds”                                                              | –                            | –                            | –                            | –                            | –                            | –                            | –                            | –                            | –                            | –                            | Art Official Age           |
| 2015 | „Baltimore”                                                           | –                            | –                            | –                            | –                            | –                            | –                            | –                            | –                            | –                            | –                            | HITnRUN Phase Two          |
| 2015 | „Hardrocklover”                                                       | –                            | –                            | –                            | –                            | –                            | –                            | –                            | –                            | –                            | –                            | HITnRUN Phase One          |
| 2015 | „This Could B Us”                                                     | –                            | –                            | –                            | –                            | –                            | –                            | –                            | –                            | –                            | –                            | HITnRUN Phase One          |
| 2015 | „Free Urself”                                                         | –                            | –                            | –                            | –                            | –                            | –                            | –                            | –                            | –                            | –                            | –                          |

## Wideografia

### Albumy Wideo
| Rok  | Dane o Albumie | Najwyższe Pozycje na Listach | Najwyższe Pozycje na Listach | Najwyższe Pozycje na Listach | Najwyższe Pozycje na Listach | Najwyższe Pozycje na Listach | Najwyższe Pozycje na Listach | Najwyższe Pozycje na Listach | Najwyższe Pozycje na Listach | Certyfikaty |
| ---- | --- | ---------------------------- | ---------------------------- | ---------------------------- | ---------------------------- | ---------------------------- | ---------------------------- | ---------------------------- | ---------------------------- | ----------- |
| Rok  | Dane o Albumie | US                           | UK                           | AUS                          | FR                           | SWI                          | CAN                          | NZ                           | NDL                          |             |
| 1984 | Purple Rain - Data Wydania: 14 grudnia 1984 - Wytwórnia: Warner Home Video - Dramat muzyczny                                                | 1                            | –                            | –                            | –                            | –                            | –                            | –                            | –                            |             |
| 1985 | Prince and the Revolution: Live (Prince & The Revolution) - Data Wydania: 29 lipca 1985 - Wytwórnia: Warner Music Video - Nagranie koncertu | 1                            | –                            | –                            | –                            | –                            | –                            | –                            | –                            |             |
| 1986 | Under The Cherry Moon - Data Wydania: 2 lipca 1986 - Wytwórnia: Warner Home Video - Dramat muzyczny                                         | –                            | –                            | –                            | –                            | –                            | –                            | –                            | –                            |             |
| 1987 | Sign o' the Times - Data Wydania: 20 listopada 1987 - Wytwórnia: MCA - Nagranie koncertu                                                    | 10                           | –                            | –                            | –                            | –                            | –                            | –                            | –                            |             |
| 1989 | Lovesexy Live 1 - Data Wydania: 19 kwietnia 1989 - Wytwórnia: Warner Home Video - Nagranie koncertu                                         | –                            | –                            | –                            | –                            | –                            | –                            | –                            | –                            |             |
| 1989 | Lovesexy Live 2 - Data Wydania: 19 kwietnia 1989 - Wytwórnia: Warner Home Video - Nagranie koncertu                                         | –                            | –                            | –                            | –                            | –                            | –                            | –                            | –                            |             |
| 1990 | Graffiti Bridge - Data Wydania: 2 listopada 1990 - Wytwórnia: Warner Home Video - Dramat muzyczny                                           | –                            | –                            | –                            | –                            | –                            | –                            | –                            | –                            |             |
| 1991 | Get Off – The Home Video Film - Data Wydania: 10 września 1991 - Wytwórnia: Warner Reprise Video - Kolekcja teledysków                      | 6                            | –                            | –                            | –                            | –                            | –                            | –                            | –                            |             |
| 1992 | Sexy MF - Data Wydania: 16 czerwca 1992 - Wytwórnia: Warner Home Video - Teledysk                                                           | –                            | –                            | –                            | –                            | –                            | –                            | –                            | –                            |             |
| 1992 | Diamonds and Pearls Video Collection - Data Wydania: 6 października 1992 - Wytwórnia: Warner Home Video - Kolekcja teledysków               | 6                            | –                            | –                            | –                            | –                            | –                            | –                            | –                            |             |
| 1993 | The Hits Collection - Data Wydania: 14 września 1993 - Wytwórnia: Warner Home Video - Kolekcja teledysków                                   | 10                           | –                            | –                            | –                            | –                            | –                            | –                            | –                            |             |
| 1994 | 3 Chains o' Gold - Data Wydania: 16 sierpnia 1994 - Wytwórnia: Warner Home Video - Kolekcja teledysków                                      | –                            | –                            | –                            | –                            | –                            | –                            | –                            | –                            |             |
| 1995 | Live! – The Sacrifice of Victor - Data Wydania: 6 marca 1995 - Wytwórnia: Warner Home Video - Nagranie koncertu                             | –                            | –                            | –                            | –                            | –                            | –                            | –                            | –                            |             |
| 1995 | The Undertaker - Data Wydania: 6 marca 1995 - Wytwórnia: Warner Home Video - Nagranie koncertu                                              | –                            | –                            | –                            | –                            | –                            | –                            | –                            | –                            |             |
| 1999 | Beautiful Strange - Data Wydania: 24 sierpnia 1999 - Wytwórnia: NPG Video - Teledyski i nagranie koncertu                                   | –                            | –                            | –                            | –                            | –                            | –                            | –                            | –                            |             |
| 2000 | Rave Un2 the Year 2000 - Data Wydania: 5 czerwca 2000 - Wytwórnia: NPG Video - Nagranie koncertu                                            | –                            | –                            | –                            | –                            | –                            | –                            | –                            | –                            |             |
| 2003 | Live at the Alladin Las Vegas - Data Wydania: 12 sierpnia 2003 - Wytwórnia: Hip-O - Nagranie koncertu                                       | 2                            | –                            | –                            | –                            | –                            | –                            | –                            | –                            |             |

## Teledyski
| Rok  | Utwór                                                                              | Reżyser               |
| ---- | ---------------------------------------------------------------------------------- | --------------------- |
| 1979 | I Wanna Be Your Lover (wersja teledysku, w której występuje sam Prince)            |                       |
| 1979 | I Wanna Be Your Lover (wersja teledysku, w której występuje Prince ze swoją grupą) |                       |
| 1979 | Why You Wanna Treat Me So Bad?                                                     |                       |
| 1980 | Uptown                                                                             |                       |
| 1980 | Dirty Mind                                                                         |                       |
| 1981 | Controversy                                                                        | Bruce Gowers          |
| 1981 | Sexuality                                                                          | Bruce Gowers          |
| 1982 | 1999                                                                               | Bruce Gowers          |
| 1983 | Little Red Corvette                                                                | Brian Greenberg       |
| 1983 | Let’s Pretend We're Married                                                        | Bruce Gowers          |
| 1983 | Automatic                                                                          | Bruce Gowers          |
| 1984 | When Doves Cry                                                                     | Prince                |
| 1984 | Let’s Go Crazy                                                                     | Albert Magnoli        |
| 1984 | Purple Rain                                                                        | Albert Magnoli        |
| 1984 | I Would Die 4 U (Na żywo)                                                          | Paul Becher           |
| 1984 | I Would Die 4 U (Na żywo w Waszyngtonie)                                           | Paul Becher           |
| 1985 | Take Me With U (Na żywo)                                                           | Paul Becher           |
| 1985 | Baby I’m a Star (Na żywo)                                                          | Paul Becher           |
| 1985 | 4 the Tears in Your Eyes                                                           |                       |
| 1985 | Raspberry Beret                                                                    | Prince                |
| 1985 | Paisley Park                                                                       | Prince                |
| 1985 | America                                                                            | Prince                |
| 1986 | Kiss                                                                               | Rebecca Blake         |
| 1986 | Mountains                                                                          | Prince                |
| 1986 | Girls & Boys                                                                       | Prince                |
| 1986 | Anotherloverholenyohead                                                            | Daniel Kleinman       |
| 1987 | Sing o' the Times                                                                  | Bill Konersman        |
| 1987 | If I Was Your Girlfriend                                                           | Prince/Albert Magnoli |
| 1987 | U Got the Look (Występ z Sheen'ą Easton)                                           | Prince/Albert Magnoli |
| 1987 | I Could Never Take the Place of Your Man                                           | Prince/Albert Magnoli |
| 1988 | Alphabet St.                                                                       | Prince                |
| 1988 | Glam Slam                                                                          |                       |
| 1988 | I Wish U Heaven                                                                    | Jean-Baptist Mondino  |
| 1989 | Batdance                                                                           | Albert Magnoli        |
| 1989 | Batdance (Batmix)                                                                  | Albert Magnoli        |
| 1989 | Batdance (Vicky Vale Mix)                                                          | Albert Magnoli        |
| 1989 | Scandalous!                                                                        | Albert Magnoli        |
| 1989 | Time Waits For No-One (Wystąpiła Mavis Staples)                                    | Prince                |
| 1990 | Thieves in the Tample                                                              | Prince                |
| 1990 | Round and Round (Wystąpił Tevin Campbell)                                          | Prince                |
| 1990 | New Power Generation                                                               | Prince                |
| 1990 | New Power Generation (Funky Weapon Remix)                                          | Prince                |
| 1990 | The Question of U (Live)                                                           | Prince                |
| 1991 | Get Off                                                                            | Randee St. Nicholas   |
| 1991 | Get Off (Houstyle)                                                                 | Randee St. Nicholas   |
| 1991 | Violet the Organ Grinder                                                           | Randee St. Nicholas   |
| 1991 | Gangster Glam                                                                      | Paisley Park          |
| 1991 | Clockin' the Jizz                                                                  | Randee St. Nicholas   |
| 1991 | Cream                                                                              | Rebecca Blake         |
| 1991 | Diamonds and Pearls                                                                | Rebecca Blake         |
| 1991 | Insatiable                                                                         | Randee St. Nicholas   |
| 1991 | Willing and Able                                                                   | Larry Fong            |
| 1991 | Willing and Able                                                                   | Larry Fong            |
| 1991 | Strollin                                                                           | Scott McCullough      |
| 1992 | Money Don’t Matter 2 Night                                                         | Scott McCulough       |
| 1992 | Money Don’t Matter 2 Night                                                         | Spike Lee             |
| 1992 | Call the Law                                                                       | Scott McCulough       |
| 1992 | Thunder (Live)                                                                     |                       |
| 1992 | Dr. Feelgood (Występ na żywo przez Rosie Gaines)                                   |                       |
| 1992 | Jughead (Live)                                                                     |                       |
| 1992 | Live 4 Love (Na żywo w Australii)                                                  |                       |
| 1992 | 2 Whom It May Concern                                                              | Randee St. Nicholas   |
| 1992 | Sexy MF                                                                            | Parris Patton         |
| 1992 | My Name Is Prince                                                                  | Parris Patton         |
| 1992 | 7                                                                                  | Sotera Tschetter      |
| 1992 | The Morning Papers                                                                 | Randee St. Nicholas   |
| 1992 | Damn U                                                                             | Randee St. Nicholas   |
| 1992 | Love 2 the 9's                                                                     | Parris Patton         |
| 1992 | The Continental                                                                    | Parris Patton         |
| 1992 | The Max                                                                            | Parris Patton         |
| 1992 | Blue Light                                                                         | Parris Patton         |
| 1992 | The Sacrifice of Victor                                                            | Parris Patton         |
| 1992 | I Wanna Melt with U                                                                | Paisley Park          |
| 1992 | Sweet Baby                                                                         | Parris Patton         |
| 1992 | The Call                                                                           | Parris Patton         |
| 1993 | Pink Cashmere                                                                      | James Hyman           |
| 1993 | Peach                                                                              | Parris Patton         |
| 1993 | Nothing Compares 2 U                                                               |                       |
| 1994 | The Most Beautiful Girl in the World                                               | Antoine Fuqua, Prince |
| 1994 | Beautiful                                                                          | Prince                |
| 1994 | The Most Beautiful Girl in the World: Mustang Mix                                  | Antoine Fuqua, Prince |
| 1994 | Interactive                                                                        | Prince                |
| 1994 | Endorphinmachine                                                                   | Prince                |
| 1994 | Days of Wild                                                                       | Prince                |
| 1994 | Now                                                                                | Prince                |
| 1994 | Race                                                                               | Prince                |
| 1994 | Acknowledge Me                                                                     | Prince                |
| 1994 | Pheromone                                                                          | Prince                |
| 1994 | The Jam                                                                            | Prince                |
| 1994 | Shhh                                                                               | Prince                |
| 1994 | Loose!                                                                             | Prince                |
| 1994 | Papa                                                                               | Prince                |
| 1994 | Come                                                                               | Prince                |
| 1994 | Love Sign                                                                          | Ice Cube              |
| 1994 | Letitgo                                                                            |                       |
| 1994 | Dolphin                                                                            | Prince                |
| 1994 | When 2 R in Love                                                                   | David May             |
| 1994 | 18 & Other                                                                         | Prince                |
| 1994 | Empty Room                                                                         | Prince                |
| 1994 | Zannalee                                                                           | Prince                |
| 1995 | Purple Medley                                                                      | Joe Torcello/Różni    |
| 1995 | The Same December                                                                  | Prince                |
| 1995 | I Hate U                                                                           | Prince                |
| 1995 | Gold                                                                               | Prince                |
| 1995 | P Control                                                                          | Prince                |
| 1995 | Rock and Roll Is Alive (And It Lives in Minneapolis)                               | Prince                |
| 1996 | Dinner with Delores                                                                | Giorgio Scali         |
| 1996 | I Like It There                                                                    | Prince                |
| 1996 | Betcha by Golly Wow!                                                               | Prince                |
| 1997 | Somebody's Somebody                                                                | Prince                |
| 1997 | The Holy River                                                                     | Prince                |
| 1997 | Face Down                                                                          | Azi Fuekare           |
| 1998 | Beautiful Strange                                                                  | Prince                |
| 1998 | The One                                                                            | Mayte Garcia          |
| 1998 | Come On                                                                            | Prince                |
| 1999 | The Greatest Romance Ever Sold                                                     | Malik Sayeed          |
| 1999 | Hot Wit U (Nasty Girl Remix)                                                       |                       |
| 1999 | One Song                                                                           | Prince                |
| 2001 | U Make My Sun Shine (Występ z Angie Stone)                                         |                       |
| 2001 | The Daisy Chain                                                                    |                       |
| 2001 | When I Lay My Hands on U                                                           |                       |
| 2004 | Musicology                                                                         | Sanaa Hamri           |
| 2004 | Call My Name                                                                       | Sanaa Hamri           |
| 2004 | Cinnamon Girl                                                                      | Phil Harder           |
| 2004 | A Million Days                                                                     |                       |
| 2005 | Te Amo Corazón                                                                     | Salma Hayek           |
| 2006 | Black Sweat                                                                        | Sanaa Hamri           |
| 2006 | Fury                                                                               | Sanaa Hamri           |
| 2007 | Guitar                                                                             |                       |
| 2007 | Chelsea Rodgers                                                                    | Phil Griffin          |
| 2007 | Somewhere Here on Earth                                                            | Phil Griffin          |
| 2007 | The Song of the Heart                                                              | George Miller         |
| 2008 | The One U Wanna C                                                                  | Randee St. Nicholas   |
| 2009 | Crimson and Clover                                                                 | P. R. Brown           |
| 2009 | Chocolate Box (Featuring Q-Tip)                                                    | P. R. Brown           |
| 2009 | Everytime (Wystąpiła Bria Valente)                                                 |                       |
| 2012 | Rock and Roll Love Affair                                                          | Chris Robinson        |
| 2013 | Screwdriver                                                                        | Prince                |
| 2013 | Guitar                                                                             | Sanaa Hamri           |
| 2013 | Fixurlifeup                                                                        | Sanaa Hamri           |
| 2013 | Breakfast Can Wait                                                                 | Danielle Curiel       |
| 2014 | Funknroll                                                                          |                       |
| 2014 | Anotherlove                                                                        |                       |
| 2015 | Marz                                                                               |                       |
| 2015 | FallInLove2Nite                                                                    |                       |